# Okręty podwodne typu Thames
Okręty podwodne typu Thames – typ trzech brytyjskich okrętów podwodnych zbudowanych w dwudziestoleciu międzywojennym, określany również jako typ River, jako że nazwy wszystkich trzech zbudowanych okrętów pochodzą od nazw rzek.

## Geneza
Przed I wojną światową okręty podwodne przestały pełnić rolę eksperymentalnych jednostek a zaczęły być postrzegane jako realna siła bojowa. Stratedzy marynarki zaczęli zastanawiać się nad najlepszym użyciem tej siły bojowej. Jedna z koncepcji zakładała ścisłą współpracę pomiędzy okrętami podwodnymi a siłami nawodnymi. Ówczesna strategia walki na morzu zakładała dążenie do walnego starcia pomiędzy walczącymi stronami, uzupełnieniem floty pancerników i krążowników w takiej bitwie byłyby okręty podwodne. Aby spełnić te oczekiwania okręty podwodne musiały charakteryzować się dużą prędkością podczas marszu na powierzchni aby móc towarzyszyć flocie nawodnej. W ten sposób powstał projekt okrętu podwodnego floty fleet submarine. Pierwszą nieudaną próbą stworzenia takiej łodzi w Wielkiej Brytanii były okręty podwodne typu K, którym dużą szybkość na powierzchni z racji braku wydajnych i mogących się zmieścić w łodzi podwodnej silników spalinowych, zapewniały turbiny parowe. Niestety eksploatacja okrętów typu K to pasmo awarii, usterek i zatonięć (z 18 wybudowanych okrętów 6 zatonęło). Nie zniechęciło to Admiralicji Royal Navy do kontynuowania budowy fleet submarine. Wstępny projekt nowej jednostki, dla której po doświadczeniach z silnikiem parowym, specjalnie wybudowano wysokoprężny silnik spalinowy, został zaaprobowany w lipcu 1929 roku. Przewidywano wybudowanie 20 takich jednostek, jednak koszty ich budowy oraz fakt, że osiągana przez okręty prędkość nawodna nie wystarczała już do nadążania za okrętami nawodnymi i ich duża wyporność zmusiła Admiralicje do okrojenia swoich planów.

## Budowa
Wszystkie trzy okręty HMS „Thames” (N71), HMS „Severn” (N57) i HMS „Clyde” (N12), zostały wybudowane w stoczni Vickers-Armstrongs w Barrow-in-Furness.
| Nr. taktyczny Nazwa | Stocznia                              | Położenie stępki | Wodowanie  | Wejście do służby |
| ------------------- | ------------------------------------- | ---------------- | ---------- | ----------------- |
| N71 Thames          | Vickers-Armstrongs, Barrow-in-Furness | 06.01.1931       | 26.01.1932 | 19.07.1932        |
| N57 Severn          | Vickers-Armstrongs, Barrow-in-Furness | 27.03.1933       | 16.01.1934 | 12.01.1935        |
| N12 Clyde           | Vickers-Armstrongs, Barrow-in-Furness | 15.05.1933       | 15.03.1934 | 12.04.1935        |

## Konstrukcja
Jednostki typu Thames były okrętami dwukadłubowymi przeznaczonymi do działań oceanicznych. Kadłub sztywny otoczony był kadłubem lekkim, w przestrzeni pomiędzy kadłubami ulokowane były zbiorniki paliwa (maksymalnie 216 ton). Pragnienie uzyskania wysokich prędkości widoczne było w ukształtowaniu kadłuba zewnętrznego okrętów, miały całkowicie prosty kil, wzniesiony dziób, który łagodnie opadał ku tyłowi okrętów i mocno zwężoną rufę. Napęd okrętom zapewniały dwa silniki wysokoprężne o mocy 10000 KM oraz dwa silniki elektryczne o mocy 3500 KM napędzające dwie śruby, pozwalające uzyskać na powierzchni prędkość 22 węzłów. Uzbrojenie składało się z jednej 120 mm armaty L/45, schowanej w obudowie przed kioskiem okrętów. Podczas prób morskich okazało się jednak, że armata w znaczący sposób zaburza stabilność okrętów, zastąpiono ją armatą 102 mm L/40, która była dużo lżejsza od swojej poprzedniczki (ważyła 6,4 tony wraz z podstawą wobec 11 ton armaty L/45). Armata L/40 była obsługiwana ręcznie. Uzbrojenie torpedowe stanowiło 6 wyrzutni torped kalibru 533 mm, wyrzutnie umieszczone były tylko na dziobie okrętu, okręt przewoził 21 torped. Wąska rufa i duże silniki uniemożliwiały zamontowanie wyrzutni rufowych. Dodatkowo na okrętach zamontowane były dwa karabiny maszynowe Lewis kalibru 7,69 mm oraz dodane w trakcie wojny działko Oerlikon 20 mm. Okręt maksymalnie mógł schodzić na głębokość 95 metrów.